# Settsu

Settsu (摂津市 Settsu-shi?) este un municipiu din Japonia, prefectura Osaka.